# CBS新闻广播
CBS新闻广播（英語：CBS News Radio），曾用名“CBS广播新闻台（CBS Radio News）”及“CBS电台联播网（CBS Radio Network）”，是美国一家向本国超过1000个电台提供新闻节目的联播网。该联播网由CBS公司所有；尽管CBS电视网在2017年出售了自己所有的电台，但它仍然是美国三大原始全国级广播网（CBS / NBC电台联播网 / 互惠广播网）中最后这么处理的公司。

CBS新闻广播是由天景联播网（Skyview Networks）面向全美发行的两大全国级新闻服务之一，主要提供全国新闻节目、谈话节目、音乐节目和特别事件节目；除了向电台和电视台提供本地新闻、天气、视频新闻和其他资讯内容之外，也提供交通拥堵广播服务。